# Беренс, Рики
Рики Беренс (англ. Ricky Berens; род. 21 апреля 1988, Шарлотт, Северная Каролина) — американский пловец. Специализируется в плавании вольным стилем на спринтах и средних дистанциях (100 и 200 метров).
Дебютировал в составе сборной страны на Олимпийских играх 2008 года. Он плавал в третьем этапе в финале и завершил соревнования с золотой медалью. С 2009 по 2012 год Беренс активно выступал за США на различных соревнованиях. В частности, он завоевал две золотые медали на чемпионате мира в Риме 2009 года и одну золотую на чемпионате мира в Шанхае 2011 года, а также золото на чемпионате мира по плаванию на короткой воде в Дубае 2010 года.
Окончил Университет Техаса в 2010 году.